# Trabujada

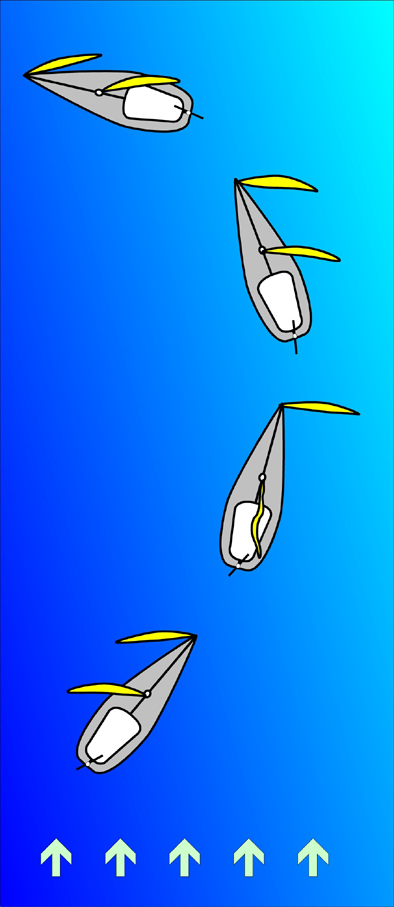
Trabujada (simplificada)

Trabujada és l'acció de canviar l'orientació d'una o totes les veles, tret de l'espinàquer simètric, d'un vaixell quan navega en empopada de tal manera que rebin el vent per la part contrària.
Els espinàquers simètrics, que sempre reben el vent per la mateixa banda, trabugen mitjançant el canvi de banda del tangó. En els vaixells de dues veles, en condicions de navegació en popa rodona, es pot trabujar una sola vela de tal manera que les dues rebin el vent per bandes oposades, exposant d'aquesta manera la màxima superfície al vent. És el que s'anomena "navegar amb orelles d'ase".